# Corpo d'armata alpino
Il Corpo d'Armata Alpino è stato una grande unità militare del Regio Esercito durante la seconda guerra mondiale.

## Storia
Il Comando Corpo d'armata alpino venne costituito a Trento il 1º settembre 1939 e inquadrava alle proprie dipendenze le Divisioni alpine "Tridentina", "Pusteria" e "Cuneense" e per un breve periodo ha inquadrato nei propri ranghi anche la 1ª Divisione alpina "Taurinense".

### La campagna contro la Francia
Nel giugno 1940, all'entrata in guerra dell'Italia nel secondo conflitto mondiale, il Corpo d'armata alpino aveva alle proprie dipendenze le divisioni "Tridentina", "Taurinense", il 4º Gruppo alpini "Valle" e il Raggruppamento "Levanna" che erano dislocati nell'alto Piemonte già prima dell'apertura delle ostilità e il 10 giugno era schierato a difesa del settore Baltea-Orco-Stura. Il 21 giugno le unità alle sue dipendenze entrarono in azione, riuscendo a superare nei giorni 22, 23 e 24, nonostante la tenace resistenza nemica, le difese avanzate e a raggiungere, prima della proclamazione dell'armistizio con la Francia, l'Isère a sud del settore, Bourg Saint Maurice, al centro e Col de Fours, a nord. Il 29 luglio il Corpo d'armata, che era alle dipendenze della 4ª Armata venne trasferito nel Veneto al confine con la Jugoslavia, dove rimase fino al 31 ottobre data in cui venne sciolto.
Nel 1941, durante la campagna di Grecia, la denominazione di Corpo d'armata alpino venne temporaneamente attribuita, dal 4 maggio al 15 giugno, al XXVI Corpo d'armata che assunse la denominazione di Corpo d'armata alpino (XXVI).

### La campagna di Russia
Il Corpo d'armata alpino venne ricostituito a Trento il 20 marzo 1942. Alle dipendenze della grande unità le divisioni alpine "Tridentina", al comando del generale Luigi Reverberi, "Julia", al comando del generale Umberto Ricagno e "Cuneense", al comando del generale Emilio Battisti. Il Corpo d'armata alpino, al comando del generale di corpo d'armata Gabriele Nasci, e posto alle dipendenze della 8ª Armata comandata dal generale Italo Gariboldi, venne inviato sul fronte russo dove giunse nella seconda decade del mese di luglio, dislocandosi nella regione di Izjum. Nei primi giorni di agosto, il Corpo viene avviato in linea prima nel Caucaso e poi, per il sopraggiungere di nuove esigenze, nella zona di Millerovo e Starobelsk, sul Don, dove venne tenuto in seconda schiera. Nel mese di settembre alle unità del Corpo d'armata venne affidato il controllo del settore compreso fra Babka-Paclovsk-Novo Kalitva, costituendo l'ala sinistra della 8ª Armata italiana. Il periodo ottobre-novembre fu caratterizzato unicamente da attività di ricognizione e da combattimenti locali. Nel corso della seconda offensiva russa sul Don, iniziata il 16 dicembre 1942, dopo una serie di attacchi preliminari a partire dall'11 dicembre, il settore del Corpo d'armata fu interessato a più riprese da violenti attacchi nemici che vennero decisamente respinti. A partire dal 23 dicembre, l'intero Corpo d'armata rimase a difesa delle posizioni sul Don assieme a forze tedesche.
Nei primi giorni del 1943 la spinta offensiva russa si inasprì, specie in corrispondenza delle ali estreme del Corpo d'armata. La mattina del 14 gennaio il fronte tenuto dal Corpo d'armata alpino venne attaccato da poderose forze corazzate russe che premevano sull'intero fronte. Il corpo d'Armata alpino resistette su tutto il fronte, ma un cedimento delle unità sulla sua destra consentì ai sovietici di aprirsi un varco e di guadagnare le spalle dello schieramento, minacciando la sede del comando a Rossoš'. Nei giorni 15 e 16 gennaio, in corrispondenza del proprio settore meridionale, il corpo d'armata venne impegnato in violenti combattimenti tesi ad evitare l'aggiramento. La notte tra il 16 e il 17 gennaio l'Armata Rossa investì l'intero fronte, senza però riuscire a progredire, malgrado la notevole superiorità dei mezzi impiegati e solo nel pomeriggio del 17, quando le unità sovietiche riuscirono a rompere il fronte anche sulla sinistra venne ordinato il ripiegamento delle unità alpine. Sganciatesi dal contatto sul Don, le unità del Corpo d'armata, dopo sporadiche azioni di retroguardia, iniziarono un faticoso ripiegamento attraverso la steppa nell'inclemenza del rigido inverno russo, muovendo dapprima verso la ferrovia Rossoš'-Evdakovo ma, successivamente, furono costrette a procedere con movimenti convergenti intesi a costituire colonne di grandi unità in grado di darsi reciproco appoggio per le azioni di rottura del fronte di accerchiamento che nel frattempo i russi erano riusciti a realizzare. Il 19 e 20 gennaio ebbero luogo a Postojalyj e a Skororyo, violenti combattimenti, per aprire un varco in un primo sbarramento nemico e proseguire quindi verso ovest. Altri combattimenti vennero sostenuti il 21, contro un secondo sbarramento fortemente presidiato a Novo Charkovka e a Varvarovka, il 23 a Nikolaevka e il 25, 26 e 27 a Nikitovka dove furono impegnate le ultime risorse per rompere finalmente l'accerchiamento. Il 30 gennaio i resti del Corpo d'armata alpino si raccolsero a Šebekino e gli ultimi reparti giunsero il 3 febbraio. Da questa località vennero avviati nella zona di Homel' da dove partiranno in ferrovia per far rientro in Italia. Il 1º marzo, al ritorno dalla Russia il Corpo d'armata alpino si sciolse dando vita al XXIV Corpo d'armata.

## Comandanti (1940-1943)
- CORPO D'ARMATA ALPINO (1939-40)
  - Generale di corpo d'armata Luigi Negri
  - Generale di divisione Ugo Santovito
  - Generale di corpo d'armata Carlo Rossi
  - Generale di corpo d'armata Gabriele Nasci
- COMANDO CORPO D'ARMATA ALPINO (XXVI) (1941)
  - Generale di corpo d'armata Gabriele Nasci
  - Generale di divisione Ugo Santovito (interim)
- COMANDO CORPO D'ARMATA ALPINO (1942-43)
  - Generale di corpo d'armata Gabriele Nasci

## Esercito Italiano
Nell'Esercito Italiano, nel 1972, le truppe alpine vennero inquadrate sotto l'unico comando del 4º Corpo d'armata alpino, che inquadrava alle sue dipendenze le cinque brigate alpine allora esistenti, con i relativi supporti tattici.
Nel 1997, nell'ambito dei provvedimenti connessi con l'attuazione del nuovo modello di difesa adottato in quell'anno il 4º Corpo d'armata alpino venne riconfigurato nel Comando truppe alpine.